# Justin Haak
Justin Haak (* 12. September 2001 in East Village, Manhattan, New York City, New York) ist ein US-amerikanischer Fußballspieler auf der Position eines Mittelfeldspielers.

## Vereinskarriere

### Karrierebeginn
Haak wuchs im East Village in Manhattan auf und begann hier auch mit dem Fußballspielen. So spielte er oftmals mit einigen Freunden in nahen Parks, wie dem Tompkins Square Park, in dessen Nähe er von 2012 bis 2015 auch die Tompkins Square Middle School besuchte. Noch im Kindesalter wurde er von seinen Eltern beim Chelsea Piers Soccer Club an den Chelsea Piers angemeldet. Dort war er unter Ron Restrepo, der den Jugendausbildungsverein im Jahre 2002 gegründet hatte, sechs Jahre lang aktiv. Als er zehn Jahre alt war, zog er mit seiner Familie weiter südlich nach Bushwick in Brooklyn und musste von diesem Zeitpunkt an mindestens vier Tage in der Woche zu seiner Akademie beim Metropolitan Oval in Queens, wo er ab der U-12 beim Ausbildungsverein Met Oval spielte, pendeln.
Als im Jahre 2013 offiziell die Gründung des Fußball-Franchises New York City FC bekanntgegeben wurde, beschloss der damals Elfjährige fortan für dieses Franchise spielen zu wollen. Als Alternative in der Region hätte es auch noch die in New Jersey spielenden New York Red Bulls gegeben, jedoch wäre ihm der Weg dorthin zu weit gewesen. Als der NYCFC 2015 seinen Spielbetrieb in der Major League Soccer aufnahm, startete auch der Spielbetrieb in der zum Franchise gehörenden Fußballakademie und dessen Nachwuchsteams. Haak wurde in die U-14-Mannschaft der Akademie aufgenommen und absolvierte in diesem U-13-/U-14-Team in der Saison 2015/16 21 Ligapartien, von denen er in 20 von Beginn an auf dem Spielfeld war, und erzielte dabei sieben Tore. Des Weiteren brachte es auf zwei Einsätze in den saisonabschließenden Play-off-Spielen am Ende der regulären Meisterschaft.
Bereits in der darauffolgenden Saison war er Stammspieler im U-15-/U-16-Kader, für den er es zu 25 Meisterschaftseinsätzen und drei -toren brachte. Hinzu kamen drei Einsätze in den Play-offs. Einer der wichtigsten Erfolge in dieser Saison war der Gewinn des Generation Adidas Cups der U-15-/U-16-Mannschaften. Des Weiteren nahm er mit der Mannschaft am Mundialito Tahuichi, einem internationalen Jugendturnier in Bolivien, teil. Als Stammspieler agierte Haak in der darauffolgenden Spielzeit 2017/18 auch in der U-18-/U-19-Akademiemannschaft des Franchises. Bei 25 Ligaeinsätzen kam er viermal zum Torerfolg und war zudem noch in allen sechs Play-off-Spielen seiner Mannschaft im Einsatz, wobei er weitere drei Treffer beisteuerte. Am Ende konnte der Mittelfeldakteur erstmals in seiner Karriere eine Juniorenmeisterschaft der U.S. Soccer Development Academy gewinnen und durfte sich fortan USDA National Champion 2018 nennen. Parallel zu seiner Laufbahn beim New York City FC besuchte Haak von 2015 bis 2019 die High School for Environmental Studies in Hell’s Kitchen.

### Sprung in die Major League Soccer
Bereits in der Vorbereitung auf das Spieljahr 2018 kam der damals 16-Jährige erstmals für die von Patrick Vieira trainierte Profimannschaft zum Einsatz. Dabei spielte er in einem Freundschaftsspiel gegen LA Galaxy und bei einer Mexiko-Tour des Franchises gegen Atlético San Luis, wo er aufgrund seiner langen dunklen Haare und seiner restlichen Erscheinung von lokalen Publikum als Cavani bezeichnet wurde. In weiterer Folge trat Haak vorwiegend für die U-18-/U-19-Mannschaft, für die er bereits in der Saison davor angetreten war, in Erscheinung, trainierte jedoch bereits regelmäßig mit dem Profikader mit. An der Akademie kam er in dieser Saison in 13 Ligapartien zum Einsatz und erzielte drei Tore. Am 24. Januar 2019 wurde der gebürtige New Yorker als erst dritter Homegrown Player – nach James Sands (* 2000) und Joe Scally (* 2002) – in der Geschichte des Franchises mit einem Profivertrag ausgestattet.
Während er in der Vorbereitung auf das Spieljahr 2019 noch nicht berücksichtigt worden war, dauerte es auch im Laufe des Spieljahres einige Zeit, ehe ihn Domènec Torrent, der seit Juni 2018 das Traineramt des MLS-Franchises innehatte, einsetzte. Am 4. Juni 2019 gab Haak bei einem 5:2-Sieg über den FC Cincinnati sein Pflichtspieldebüt für die Profimannschaft, als er in der 86. Spielminute für den rumänischen Internationalen Alexandru Mitriță auf den Rasen kam. Seitdem gehört Haak zum erweiterten Profikader und kam zwischen Mitte Juni und Mitte Juli in allen drei Spielen seiner Mannschaft im Lamar Hunt U.S. Open Cup 2019 zum Einsatz. Der NYCFC schied dabei im Elfmeterschießen den Viertelfinales gegen Orlando City aus. In der Liga brachte er es erst wieder im September zu zwei sehr kurzen Einsätzen im Profikader, mit dem er am Ende der regulären Saison den ersten Platz in der Eastern Conference belegte. In den anschließenden Conference Semifinals unterlag das Franchise in weiterer Folge dem Toronto FC. Für die U-18-/U-19-Mannschaft des Franchises kam er in der Saison 2019/20 nur mehr sporadisch zum Einsatz, kam dabei auf zwei Meisterschaftseinsätze, in denen er auch zwei Tore erzielte, sowie einen Einsatz in den nachfolgenden Play-offs.

### Als Leihspieler zur Hartford Athletic
Nachdem der Spielbetrieb im Spieljahr 2020 nach nur zwei Ligaspielen aufgrund der COVID-19-Pandemie für mehrere unterbrochen worden war, nahm ein Großteil der Franchises anlässlich des MLS-is-Back-Turniers Anfang Juli 2020 wieder den Spielbetrieb auf. Der New York City FC schied dabei erst im Viertelfinale gegen die Portland Timbers aus. Haak war in jedem Spiel seiner Mannschaft auf der Ersatzbank, kam von dieser aus jedoch nicht zum Einsatz. Nachdem im Anschluss an das Turnier die reguläre Saison weitergeführt worden war, fand Haak unter Trainer Ronny Deila kaum Berücksichtigung, weshalb er im September für das restliche Spieljahr an Hartford Athletic mit Spielbetrieb in der USL Championship verliehen wurde. Das MLS-Franchise behielt sich das Recht, den Spieler frühzeitig abzuziehen, sollte dieser dringend benötigt werden. Beim Franchise aus Hartford, der Hauptstadt des Bundesstaates Connecticut, avancierte er unter seinem Trainer Radhi Jaïdi rasch zu einem Stammspieler und wurde in allen restlichen sieben Spielen der regulären Saison im zentralen Mittelfeld eingesetzt, wobei ihm auch ein Treffer gelang. Als Erstplatzierter der Gruppe F schaffte Hartford in weiterer Folge den Einzug in die Play-offs der USL Championship, in denen das Team jedoch frühzeitig noch in den Conference Quarterfinals mit 0:1 gegen den Saint Louis FC ausschieden. Nach dem verpassten Weiterkommen kehrte Haak, der in diesem Spiel ebenfalls im Einsatz war, wieder nach New York City zurück, wo er ab Oktober in den restlichen vier Meisterschaftsspielen wieder ohne Einsatz auf der Ersatzbank saß. Der New York City FC hatte sich daraufhin für die saisonabschließenden Play-offs qualifiziert (Stand: 20. November 2020).

## Nationalmannschaftskarriere
Erste Erfahrungen in einer Nationalauswahl des US-amerikanischen Fußballverbands sammelte Haak in der US-amerikanischen U-16-Auswahl unter Shaun Tsakiris. Im August 2018 nahm er mit der U-18-Auswahl seines Heimatlandes am Václav-Ježek-Gedächtnisturnier in Tschechien teil. Die US-Amerikaner gewannen in weiterer Folge dieses Turnier. Für die U-18-Mannschaft brachte er es bis zum Jahr 2019 auf zumindest drei Länderspiele und erhielt noch im selben Jahr seine Einberufung in die US-amerikanische U-20-Nationalmannschaft. Drei Tage vor seinem 18. Geburtstag wurde er vom U-20-Nationaltrainer Tab Ramos in einem freundschaftlichen Länderspiel gegen eine U-23-Auswahl der Vereinigten Arabischen Emirate im Dorf Podgora Krapinska in Kroatien eingesetzt.

## Erfolge
- MLS Cup: 2021
- Campeones Cup: 2022